# Занданачи
Занданачи, занданечи — среднеазиатский сорт богато орнаментированной шёлковой ткани, которая была одной из распространённых на Западе, некогда вырабатывавшаяся в известном центре текстильного производства — селении Зандана близ Бухары (Узбекистан), и позже — во многих других ремесленных центрах, но сохранившая своё наименование по первоначальному месту.
Особую важность в средневековом исламском мире имели ткани, и остатки шёлковых и других одежд того периода указывают на высокий уровень развития ткачества и выделки. Древнебухарский оазис славился своей тканью занданачи, названной так по одному из его древних селений в пределах внешней стены Канпирак — Зандана. Несколько фрагментов такой ткани хранятся в современных музеях. Наршахи пишет, что ткань эту отправляли в Индию и Ирак, поскольку она повсеместно высоко ценилась аристократами. Тот же Наршахи сообщает, что налоги в Бухаре собирались посланцами багдадского халифа не деньгами, а тканями и коврами. Писавший на арабском географ аль-Макдиси приводит названия различных тканей как из Бухары, так и из соседних городов, которые отправлялись в другие места, принося таким образом немалый доход оазису.
На ранних же этапах занданачи представляла собой оригинальную шёлковую ткань, которая широко шла не только на запад и юг, но даже на родину шёлка, в Китай. В частности, сообщается о посылке в 718—719 годах китайскому императору из Бухары этой ткани, известной как парча.
К VI—VIII векам относятся фрагменты тканей занданачи, представленные в нескольких музеях Западной Европы. Согдийская надпись на одном из них, хранящемся в музее города Юн в Бельгии, помогла установить название и место изготовления этой ткани. Как выяснили специалисты по древним тканям, эта богато орнаментированная шёлковая ткань была изготовлена в селении Зандана; изучение её позволило определить как занданачи и многие другие фрагменты тканей из западноевропейских музеев.
Искусствовед Д. Шеперд (Франция), изучая шёлковую ткань, хранящуюся в соборе города Юн в Бельгии, обнаружила на ней торговую таможенную надпись тушью. Иранист В. Хеннинг определил её как согдийскую надпись VII века, содержащую единицу измерения длины ткани, именуемой «занданечи». На основании этой находки в других музеях и хранилищах был выявлен целый ряд образцов шёлковых тканей, близких по технике и стилю из Юн. Они детально исследованы А. М. Беленицким и И. Б. Бентович, доказавшими путём широких аналогий безусловно согдийский характер этих тканей и связавшими их производство с бухарским селением Зандана, из которого, по Наршахи, ещё в его время вывозили ткань «занданачи». Во многих селениях Бухары ткали подобную материю, которую вывозили в Ирак, Персию, Индию. «Все вельможи и цари шьют из неё себе одежды и покупают её по той же цене, как парчу». Наршахи описывает большую ткацкую мастерскую и самой Бухары — «Байт ат—Тураз», находившуюся у восточных ворот бухарской цитадели, где в X—XI веках вырабатывались особый сорт очень дорогих уже не шёлковых, а хлопчатобумажных тканей — «занданача», высоко ценившиеся в Халифате. В результате археологических раскопок аналогичные ткани были найдены и на Северном Кавказе.
В XIV—XVI веках занданачи, изготовленная из хлопка, отличалась высокой товарностью и в западноевропейских городах того времени, в том числе прибалтийских, она считалась одной из самых доступных горожанам привозных тканей. Она была настолько хорошо известна на Руси ещё в предыдущие столетия, что название «зендень» использовалось в XVII веке и как собирательное наименование для всех среднеазиатских тканей.